# حروب البندقية – جنوة
حروب البندقية - جنوة هي سلسلة من الصراعات بين جمهورية جنوة وجمهورية البندقية، تخللتها تحالفات مع قوى أخرى أحيانًا، بهدف الهيمنة في البحر الأبيض المتوسط بين عامي 1256 و1381. حدثت فيها أربع جولات من الحروب المفتوحة، وتركز القتال بين الجمهوريتين بشكل رئيسي في البحر. وحتى خلال فترات السلام، شاعت حوادث القرصنة وغيرها من أشكال العنف الطفيف بين المجتمعين التجاريين.
في الحرب الأولى، بين عامي 1256 و1270، سيطرت البندقية بشكل أفضل في القتال، لكنها لم تستطع منع تقدم مصالح جنوة في بيزنطة والبحر الأسود. أما في الحرب الثانية، بين عامي 1294 و1299، انتصرت جنوة بشكل ساحق في القتال. ولكن الصراع انتهى دون أن يُحسم، كما انتهى الصراع الثالث، بين عامي 1350 و1355، وفيه قاتلت البندقية جنبًا إلى جنب مع أرغون، وكان القتال حينها أكثر توازنًا.
في الحرب الرابعة، بين عامي 1377 و1381، كانت البندقية نفسها مهددة بالاحتلال من قبل جنوة وحلفائها. على الرغم من انتصارها في القتال، قبلت البندقية المنهكة شروط السلام، الذي كان بحكم الهزيمة.

## حرب 1256 - 1270
نشأ أول نزاع كبير بين جنوة والبندقية بسبب خلاف حول الامتيازات في عكا، ما أدى إلى هجوم جنوي على حي البندقية. كانت البندقية مدعومة من قبل بيزا، وبروفنس، وفرسان الهيكل، وبعض النبلاء المحليين، بينما انضم الكتالان، وأنكونة، وفرسان الإسبارتية، ونبلاء محليون أخرون إلى صف جنوة. أرسل أسطول من البندقية تحت قيادة لورنزو تيبولو عام 1257، وهزم أسطول جنوة قبالة عكا، حين وصوله في يونيو من العام التالي.
في عام 1261، عانت البندقية من انتكاسة كبيرة بتوقيع معاهدة نيمفايوم بين جنوة والإمبراطور النيقي ميخائيل الثامن باليولوج، ومع استرجاع ميخائيل بعد ذلك للعاصمة البيزنطية القديمة القسطنطينية من إمبراطورية القسطنطينية اللاتينية، ما أثر على الدولة العميلة البندقية. ودمر ذلك الهيمنة التجارية في العاصمة الإمبراطورية والبحر الأسود بشكل دائم، والتي تمتعت بها البندقية بعد الاستيلاء على المدينة من قبل الحملة الصليبية الرابعة عام 1204.
طوال الحرب، احتفظت بحرية البندقية بالتفوق على جنوة في القتال البحري، إذ تجنبت بحرية جنوة المعركة في كثير من الأحيان. وانتصرت البندقية بشكل واضح في المعارك الكبرى التي حدثت، في عكا عام 1258، وفي ستيبوزي في وابية عام 1263، وقبالة تراباني في صقلية عام 1266. ومع ذلك، سمح تركيز أسطول البندقية على القتال لتجارة جنوة بالاستمرار دون مضايقة، في حين عانت تجارة البندقية بشدة من القراصنة المنتشرين في جنوة، على الرغم من استخدامها القوافل. وحدث أكبر نجاح لجنوة عام 1264، عندما استدرج الأميرال سيمون جريلو أسطول البندقية الحربي بعيدًا، واستولى على معظم القافلة الكبيرة التي تركت دون حماية. 
تمكنت البندقية عبر النزاعات الحاصلة بين جنوة وميخائيل الثامن من استعادة جزئية لوضعها وحقوقها التجارية في الإمبراطورية البيزنطية، مع هدنة وقعت عام 1268. وانتهت الحرب عام 1270 بسلام كريمونا بوساطة لويس التاسع ملك فرنسا، الذي أراد الشروع بحملة صليبية وكان يحتاج هذه الأساطيل المتنافسة لتلك المهمة. عززت البندقية موقعها في ما تبقى من مملكة بيت المقدس، لكنها فشلت في منع إحياء حظوظ جنوة في العالم البيزنطي وتأسيس تفوق جنوة التجاري في البحر الأسود، والذي استمر حتى الاحتلال العثماني للقسطنطينية عام 1453.